# Richard Tassel
Richard Tassel est un peintre, sculpteur et architecte français, né à Langres le 20 mars 1580, et mort dans la même ville le 12 octobre 1660.

## Biographie
Richard Tassel est le fils du peintre langrois Pierre Tassel. À partir d'une copie des Résolutions de la Chambre de Ville de Langres du 8 novembre 1656 lui donne un âge de 74 ans a permis à Henry Ronot d'estimer une année de naissance de 1582. André Garnier donne l'année 1580.
D'après son épitaphe relevée par Vianey et Luquet, il aurait été architecte, peintre et sculpteur. Il a d'abord été formé dans l'atelier de son père. Il a ensuite continué son apprentissage en Italie dans les premières années du XVIIe siècle. D'après une tradition familiale et son épitaphe, il y aurait été en pèlerin de Notre-Dame-de-Lorette. Sur un tableau du Musée d'Art et d'Histoire de Langres il est représenté en costume de pèlerin. Il a fréquenté à Bologne l'atelier de Guido Reni, et à Rome celui du Caravage.
Richard Tassel est de retour à Langres en 1607 et se marie cette année-là avec Marguerite Louys, fille de l'orfèvre langrois Jean Louys l'aîné. Il a été le chef d'une nombreuse famille, dont Jean Tassel.
Dès 1608, il travaille pour la Chambre de Ville. Il assure la décoration de la ville pour l'entrée de François de Choiseul, baron de Praslin, nommé lieutenant général de Champagne par Henri IV. Avec Jean I Michelin, il réalise en 1610, à la demande de la Chambre de Ville, des peintures pour le baptême de Louis de Choiseul fils du marquis de Francières, gouverneur de Langres. Pour l'entrée de Charles de Gonzague, en 1618, nommé gouverneur de Champagne par Henri IV en 1589, il réalise la décoration de la ville avec Jean I Michelin et Jean I Lenoir.
Richard Tassel a été un bourgeois de Langres. Il a exercé de nombreuses fonctions municipales :
- enseigne du quartier du Moulin à vent, en 1625,
- maître des réparations chargé de l'entretien des fortifications, de 1631 à sa mort,
- échevin, en 1635,
- garde des clefs et maître de la tour Saint-Fergeux à la suite d'un concours de tir réel au canon, en 1636.

Il a été un expert en construction et a participé à la décoration de la ville de Langres pendant des célébrations.
Richard Tassel a laissé peu de tableaux. Ceux que les historiens d'art lui ont souvent attribués sont en fait de la main de son fils, Jean Tassel, ou d'attribution douteuse.
Richard Tassel mort le 12 octobre 1660 d'après son épitaphe relevé par  dans l'ancienne église Saint-Amâtre de Langres où il a été inhumé.

## Peintures attribuées

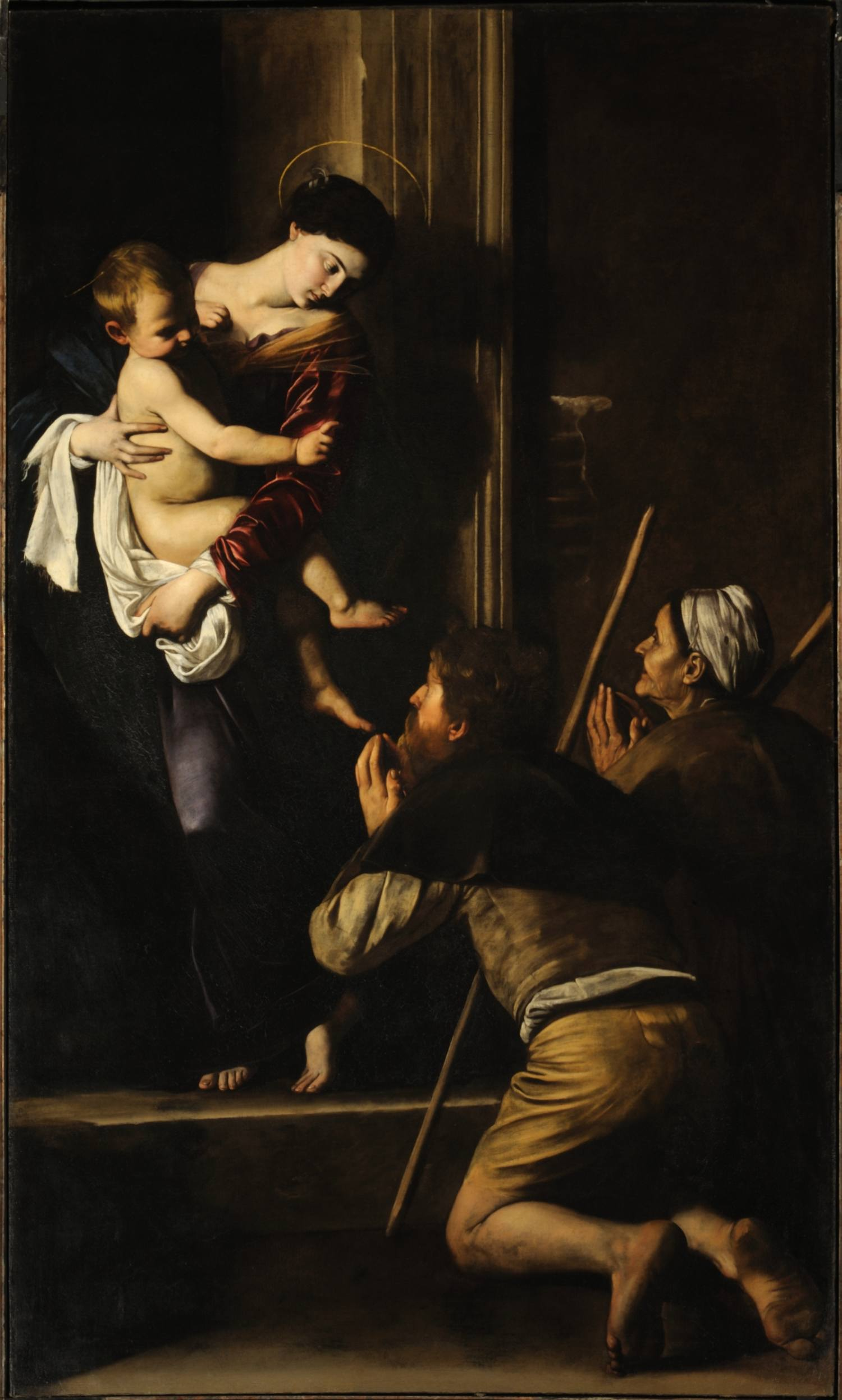
La Madone des pèlerins du Caravage (Basilique Saint-Augustin de Rome)
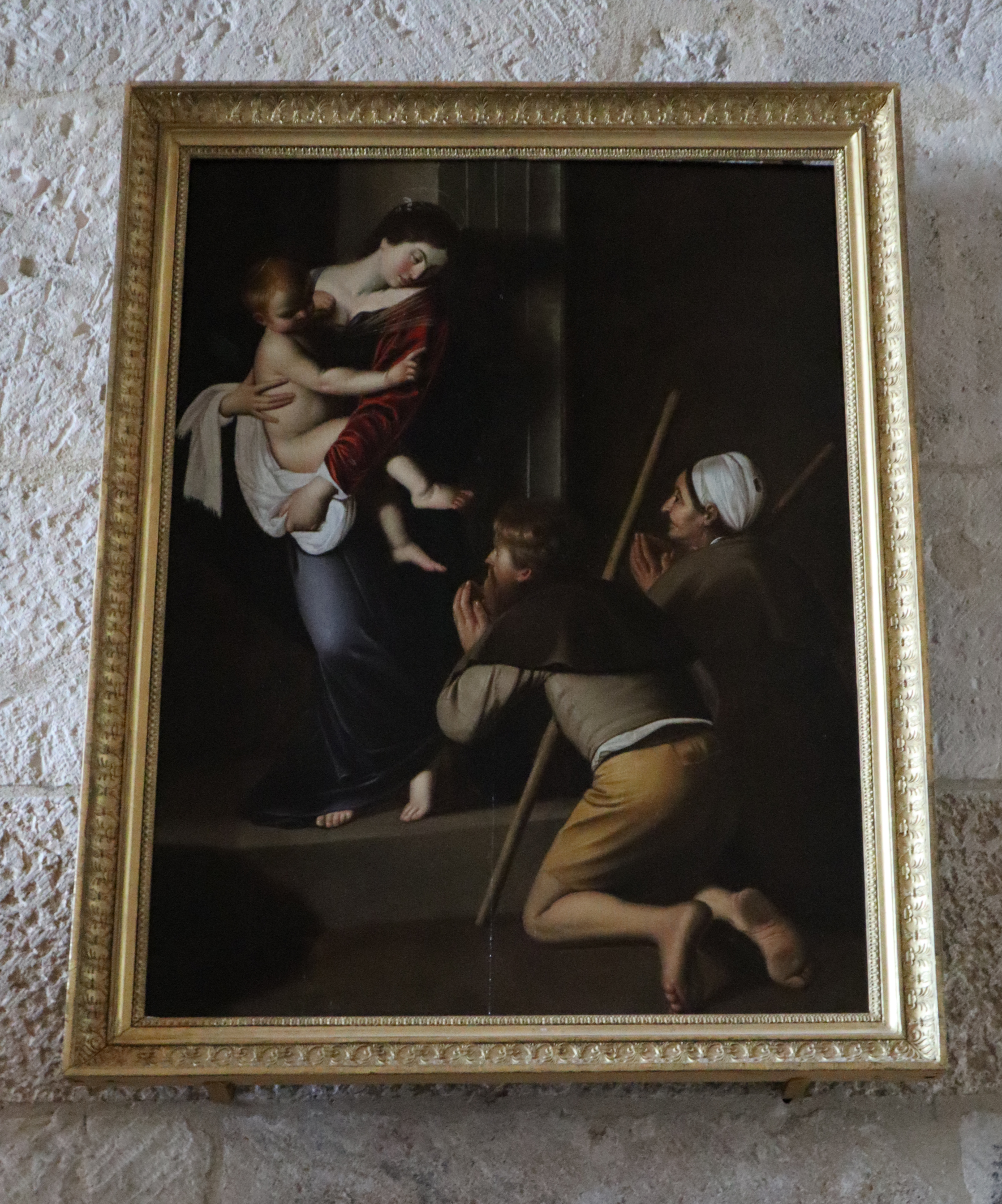
La Madone des pèlerins (Cathédrale Saint-Mammès de Langres)

- Copie de la Madonna dei Pellegrini du Caravage se trouvant à la cathédrale Saint-Mammès de Langres qu'il a dû réaliser pendant son séjour à Rome,
- Autoportrait en pèlerin, au Musée d'Art et d'Histoire de Langres,
- Triomphe de la Vierge (1617), au Musée des Beaux-Arts de Dijon,
- Décoration du lambris de la salle d'audience de l'ancien Parlement de Bourgogne, actuel Palais de justice de Dijon (1619).